# Grangeinae
Grangeinae je podtribus glavočika, dio tribusa Astereae. Tipični rod Grangea raširen je po Aziji i Africi.
Postoji 18 rodova. U Hrvatskoj je jedini predstavnik neautohtona vrsta Dichrocephala integrifolia (dihrocefala)

## Rodovi
1. Ceruana Forssk. (1 sp.)
2. Dichrocephala L´Hér. ex DC. (4 spp.)
3. Grangea Adans. (10 spp.)
4. Grangeopsis Humbert (1 sp.)
5. Grauanthus Fayed (2 spp.)
6. Colobanthera Humbert (1 sp.)
7. Dactyotrichia Wild (1 sp.)
8. Gyrodoma Wild (1 sp.)
9. Mtonia Beentje (1 sp.)
10. Nidorella Cass. (30 spp.)
11. Conyza p. p. (1 sp.)
12. Conyza s. lat. (42 spp.)
13. Rhamphogyne S. Moore (1 sp.)
14. Heteroplexis C. C. Chang (3 spp.)
15. Microglossa DC. (11 spp.)
16. Sarcanthemum Cass. (1 sp.)
17. Welwitschiella O. Hoffm. (1 sp.)
18. Psiadia Jacq. (64 spp.)

## Sinonimi
- Akeassia J.-P.Lebrun & Stork = Grangea grangeoides (J.-P.Lebrun & Stork) Beentje & O.Lachenaud